# Pianissimo (film fra 2004)
|  | Denne artikel er oprettet af botten PalnaBot ud fra en ekstern database. Den kan derfor have sproglige fejl eller mangler. Denne skabelon kan fjernes efter kontrol af indholdet. |

 For alternative betydninger, se Pianissimo. (Se også artikler, som begynder med Pianissimo)
pianissimo er en kortfilm instrueret af Stefan Olsen efter manuskript af Stefan Olsen.

## Handling
filmen handler om en ung mand der vil begå et bankkup. det er bare ikke helt så nemt som han troede.

## Eksterne Henvisninger
- Timing på Internet Movie Database (engelsk)
- Timing på Filmdatabasen